# Henry Tingle Wilde
Henry Tingle Wilde, född 21 september 1872 i Walton, England, död 15 april 1912, var överstyrman på det kända fartyget RMS Titanic. Han var anställd hos White Star Line sedan 1897.

## Ombord på Titanic
Wilde skulle från början inte ha varit med ombord på Titanic. Han fick mönstra på som överstyrman i sista stund. Egentligen var det William Murdoch som skulle haft den positionen, men han degraderades istället ner en grad till förste styrman, vilket i sin tur gjorde Charles Lightoller till andra styrman. Den ursprunglige andre styrman David Blair avlägsnades helt från besättningen. Wilde hade tidigare arbetat med kapten Edward Smith på RMS Olympic.
Vid tidpunkten då Titanic kolliderade med ett isberg var Wilde inte i tjänst. Då han inte överlevde förlisningen vet man därför inte med säkerhet allt han gjorde. Wilde hjälpte i vilket fall främst till med att fylla livbåtarna på babords sida av fartyget, men arbetade även på styrbordssidan. Han höll hårt på principen endast kvinnor och barn i livbåtarna. Hans kropp återfanns aldrig och personer som överlevde katastrofen har berättat skiftande historier om var han senast sågs. Bland dessa vittnesmål finns ett där han ska ha setts försöka lossa de två hopfällbara livbåtarna A och B, just som fartygets brygga började översvämmas av vatten.